# Psara simillima
Psara simillima là một loài bướm đêm trong họ Crambidae.